# Gastrancistrus muneswari
Gastrancistrus muneswari är en stekelart som beskrevs av Yadav 1978. Gastrancistrus muneswari ingår i släktet Gastrancistrus och familjen puppglanssteklar. Inga underarter finns listade i Catalogue of Life.